# کاوانابه کیوسای

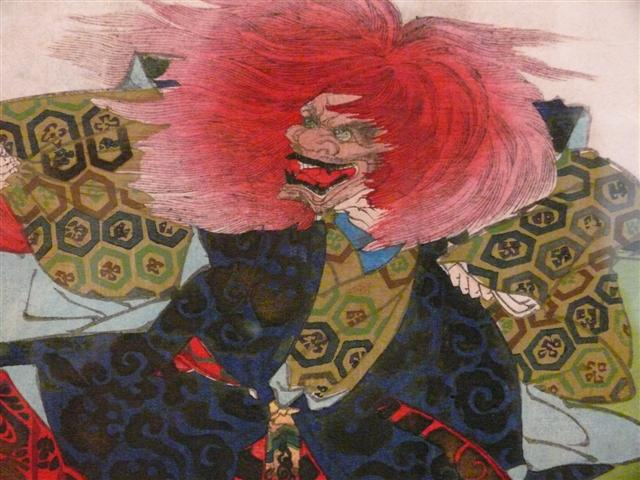
رنجیشی Renjishi) 連獅子) یا "رقص دو شیر"، اثر کاوانابه کیوسای. رنجیشی رقص مشهوری است در تئاتر کابوکی.

کاوانابه کیوسای (۱۸۳۱-۱۸۸۹) (به ژاپنی: 河鍋暁斎) نقاش و هنرمند ژاپنی اوکی‌یوئه، به تعبیر فنی، آخرین هنرمند خوش‌قریحه نسل نقاشان سنتی ژاپن بود. هر چند کیوسای نزد هوکوسای شاگردی نکرده بود، اما می‌توان او را شایسته‌ترین جانشین هوکوسای به شمار آورد.

## نگارخانه

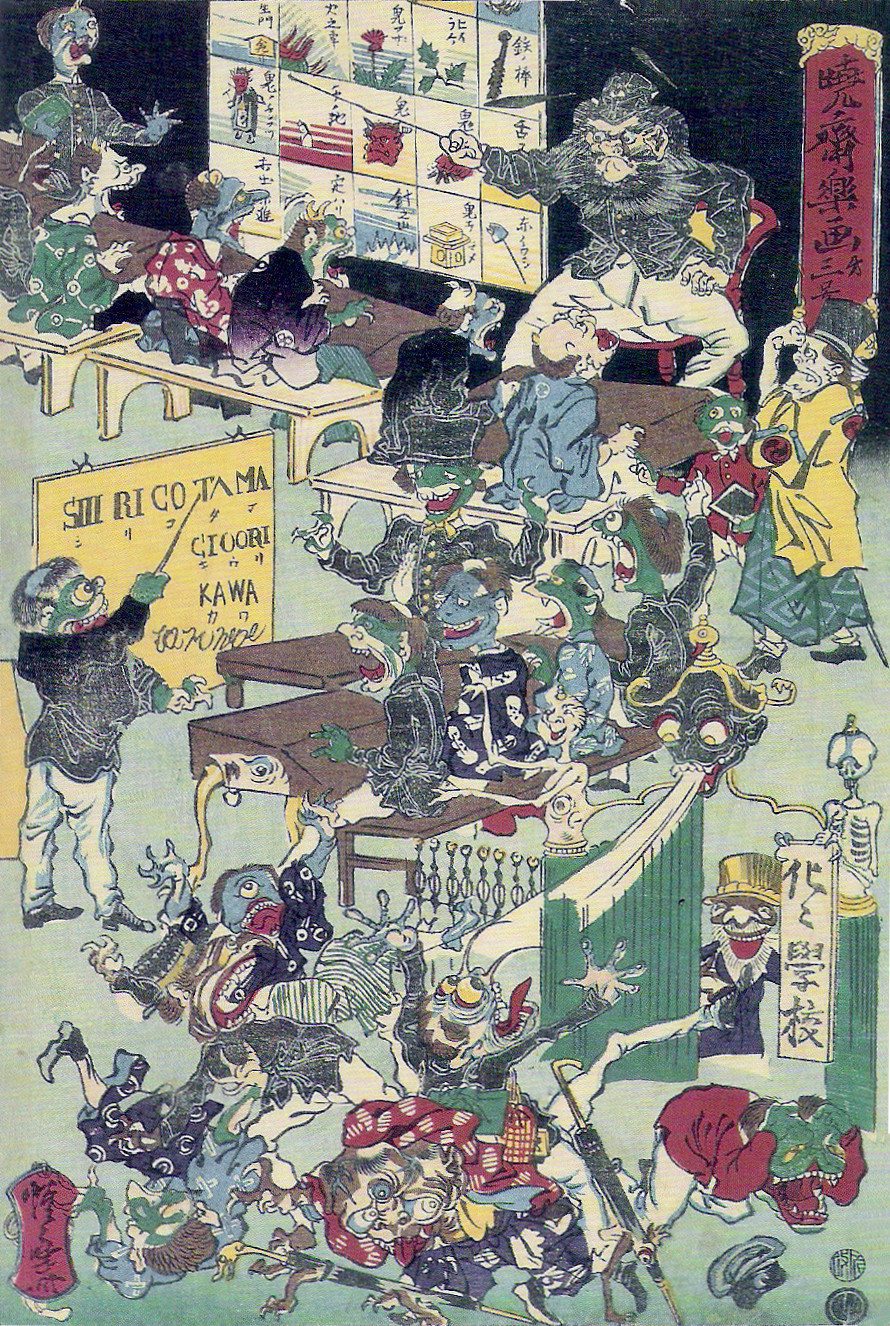
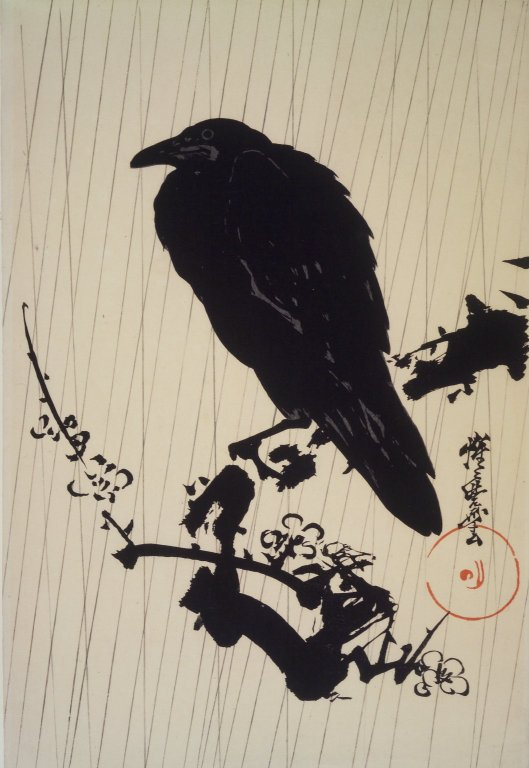
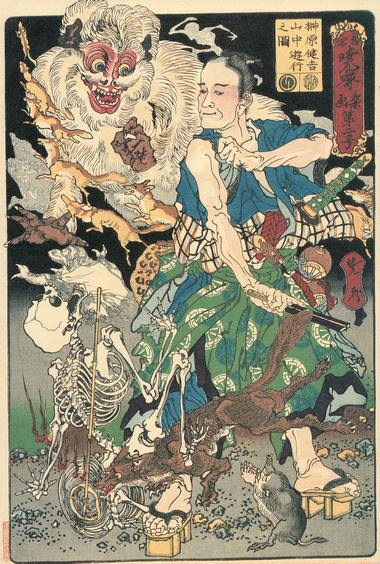
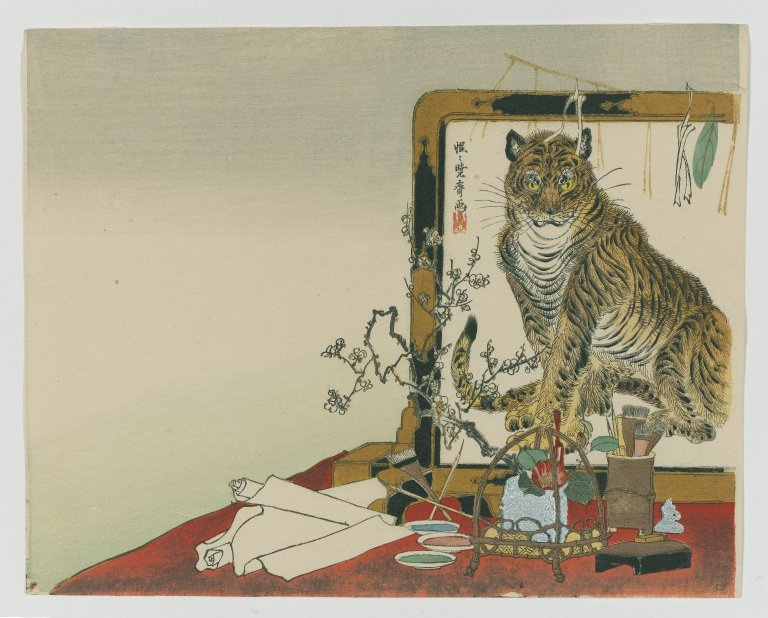